# محمدآباد (سخوید)
محمدآباد روستایی در دهستان سخوید بخش نیر شهرستان تفت استان یزد ایران  است.

## جمعیت
بر پایه سرشماری عمومی نفوس و مسکن در سال ۱۳۹۵ جمعیت این روستا کمتر از ۳ خانوار بوده‌است.